# Děkanát Kyjov
Děkanát Kyjov je územní část Olomoucké arcidiecéze. Tvoří ho 12 farností, z toho 7 obsazených. Má rozlohu 270 km2. K červenci 2023 byl děkanem ThLic. Pavel Stuška, Ph.D., farář v Kyjově, místoděkanem Bedřich Horák. V děkanátu slouží 8 diecézních kněží. Kostelů a kaplí je celkem 31. Na území děkanátu žilo v roce 2016 ve 23 obcích přes 38 100 obyvatel.

## Historie

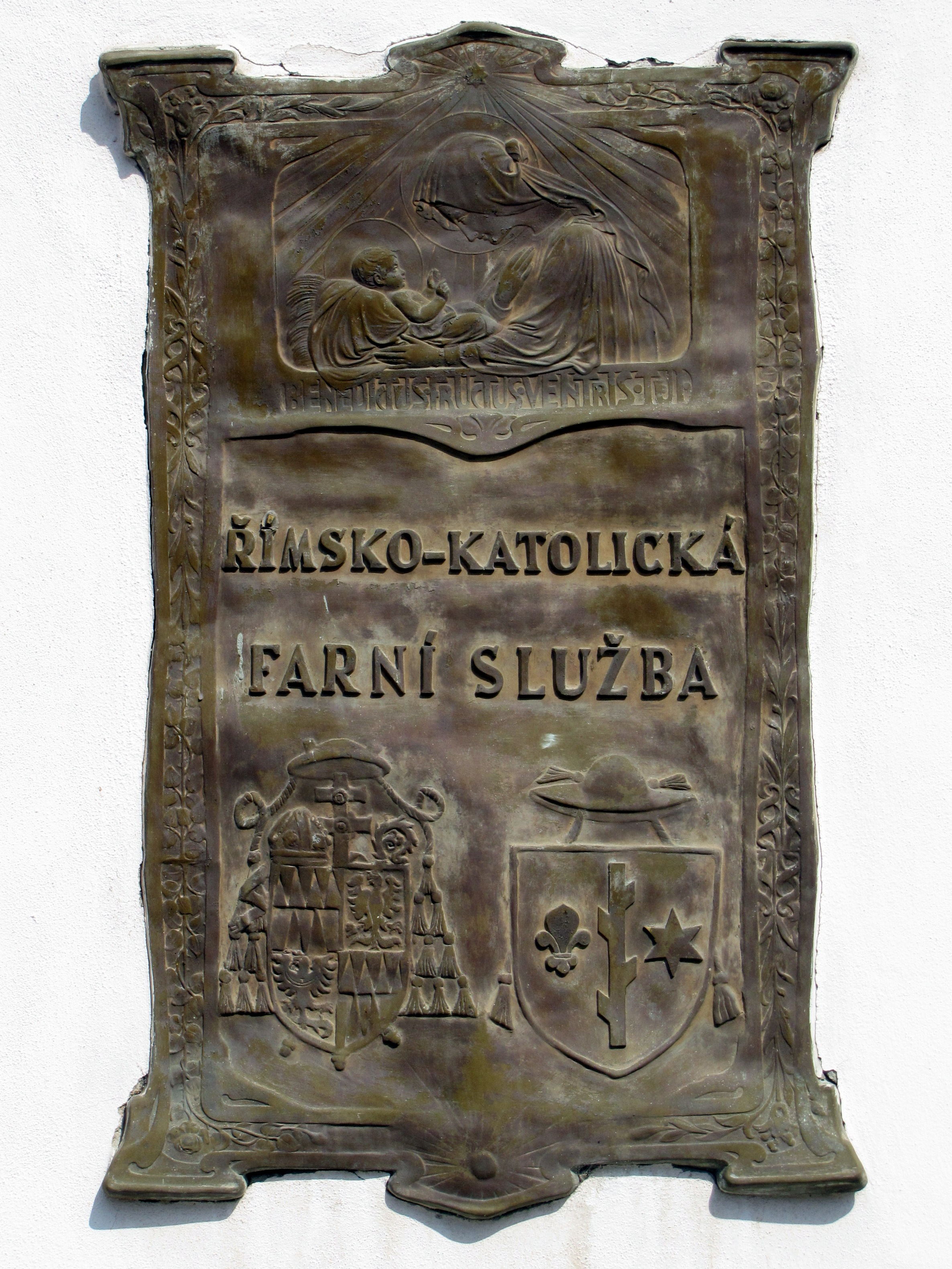
Označení budovy fary v Kyjově

Původní kyjovský děkanát vznikl 1. ledna 1785 v návaznosti na založení brněnské diecéze roku 1777 a s tím související změny v administrativním dělení arcidiecéze olomoucké. Ambiciózní kyjovský farář František Bernard Dědek tehdy prý u bohatého hodovního stolu přesvědčil prvního olomouckého arcibiskupa Colloreda, aby zřídil v jeho městě děkanství. Tento děkanát zanikl v roce 1872, kdy byl spolu s děkanátem bzeneckým (založeným roku 1730) zrušen a namísto nich byl vytvořen děkanát bzenecko-kyjovský. Při další reorganizaci arcidiecéze v roce 1952 byl pak tento děkanát přejmenován na pouze kyjovský.

## Farnosti
| Farnost           | Správce                                        | Farní kostel                                               |
| ----------------- | ---------------------------------------------- | ---------------------------------------------------------- |
| Bzenec            | R. D. Mgr. Martin Rumíšek, farář               | svatého Jana Křtitele                                      |
| Domanín           | administrátor excurrendo, Bzenec               | svatého Václava                                            |
| Ježov             | administrátor excurrendo, Žeravice             | svatého Jakuba Staršího                                    |
| Kostelec u Kyjova | administrátor excurrendo, Kyjov                | svatého Václava                                            |
| Kyjov             | R. D. ThLic. Pavel Stuška, Ph.D., farář, děkan | Kostel Nanebevzetí Panny Marie a svatého Cyrila a Metoděje |
| Milotice u Kyjova | R. D. Pavel Kaška, farář                       | Všech svatých                                              |
| Mistřín           | R. D. Josef Lambor, farář                      | Navštívení Panny Marie                                     |
| Syrovín           | administrator excurrendo, Žeravice             | Obrácení Svatého Pavla                                     |
| Vacenovice        | R. D. ThLic. Radek Sedlák, Ph. D., farář       | Božského Srdce Páně                                        |
| Vlkoš u Kyjova    | administrator excurrendo, Kyjov                | Nanebevzetí Panny Marie                                    |
| Vracov            | administrator excurrendo, Kyjov                | svatého Vavřince                                           |
| Žeravice          | R. D. Jan Šimoník, farář                       | Stětí svatého Jana Křtitele                                |

## Galerie

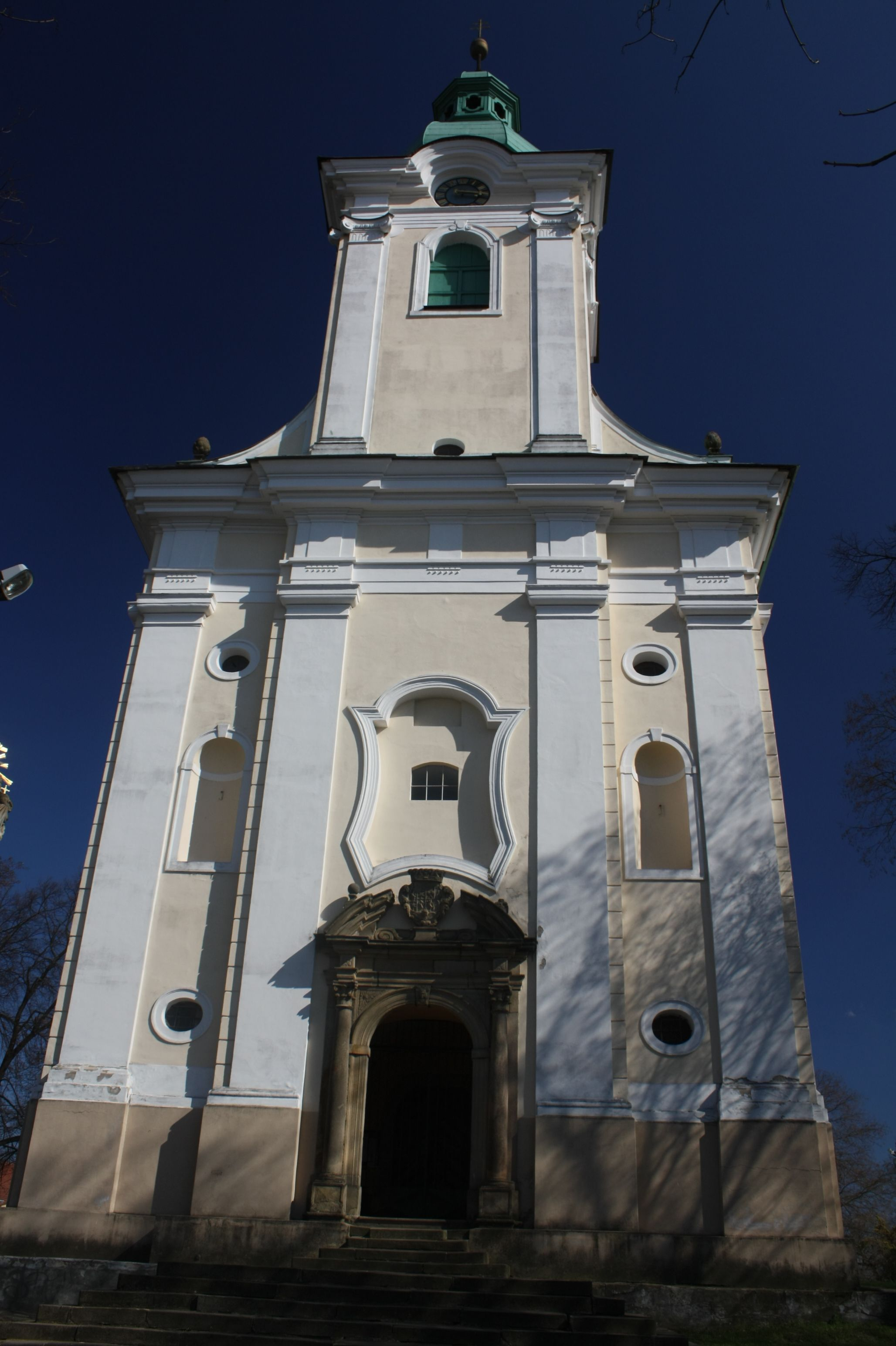
Kostel sv. Jana Křtitele ve Bzenci
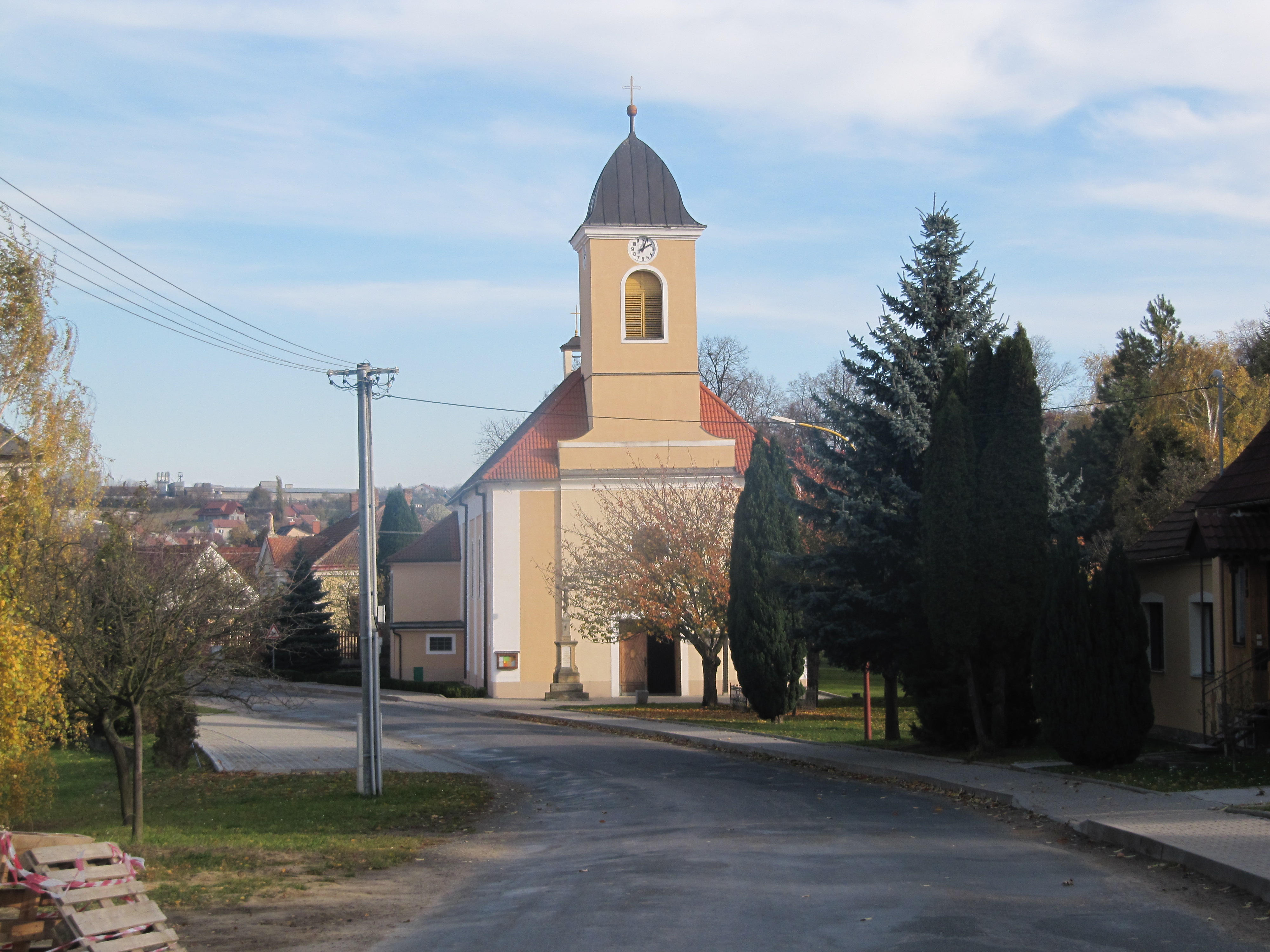
Kostel sv. Václava v Domaníně
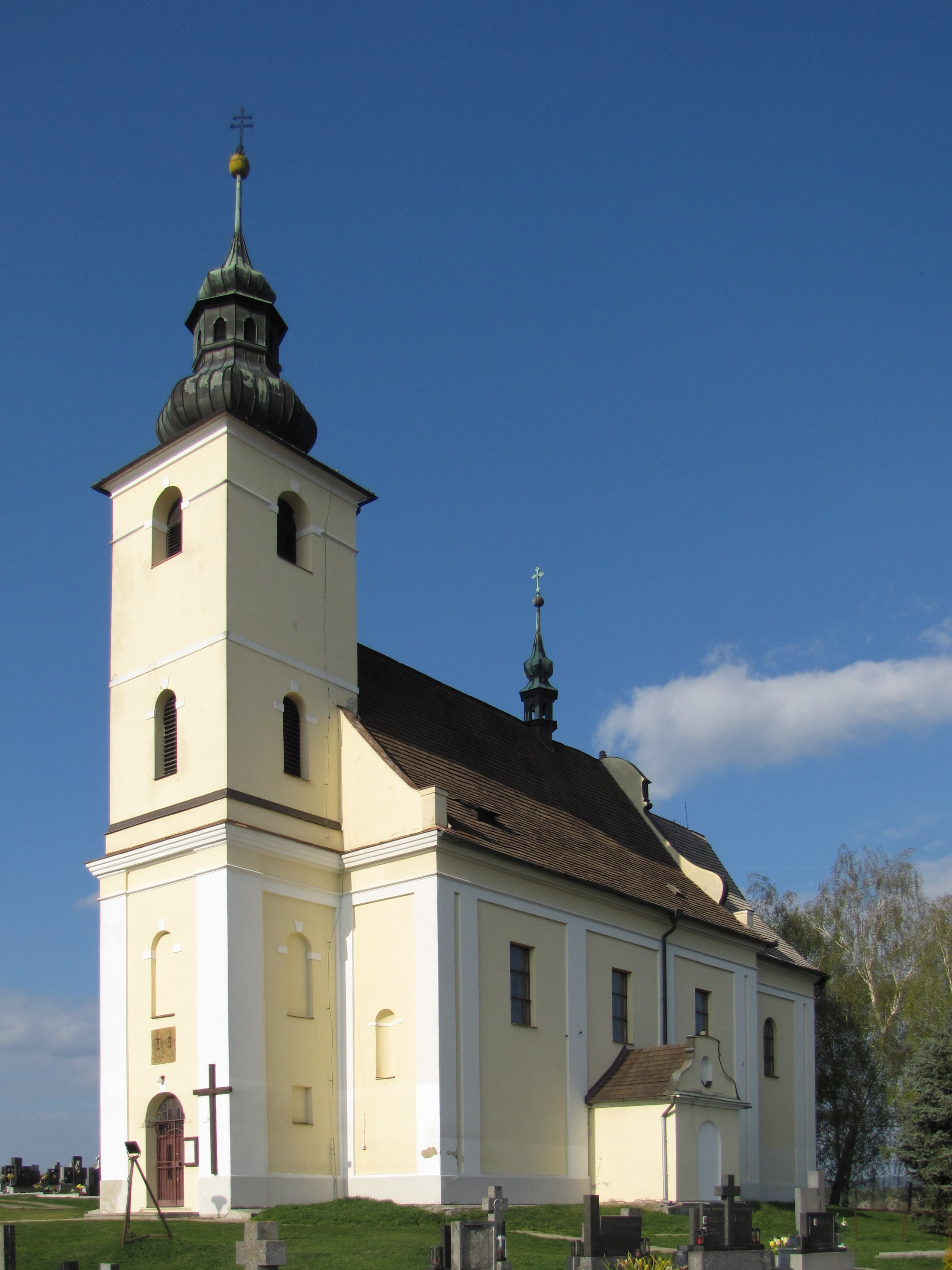
Kostel svatého Jakuba většího v Ježově
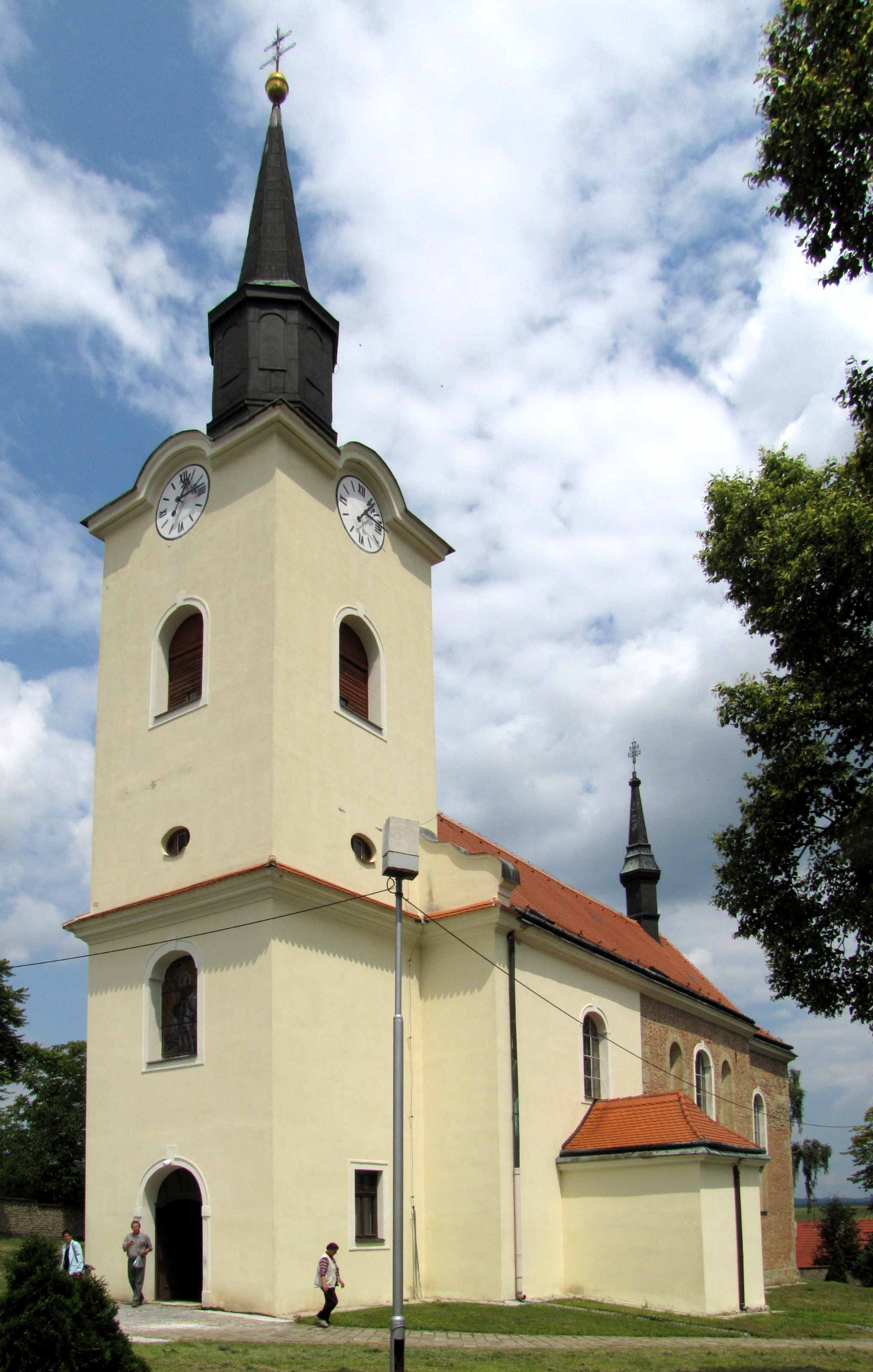
Kostel sv. Václava v Kostelci
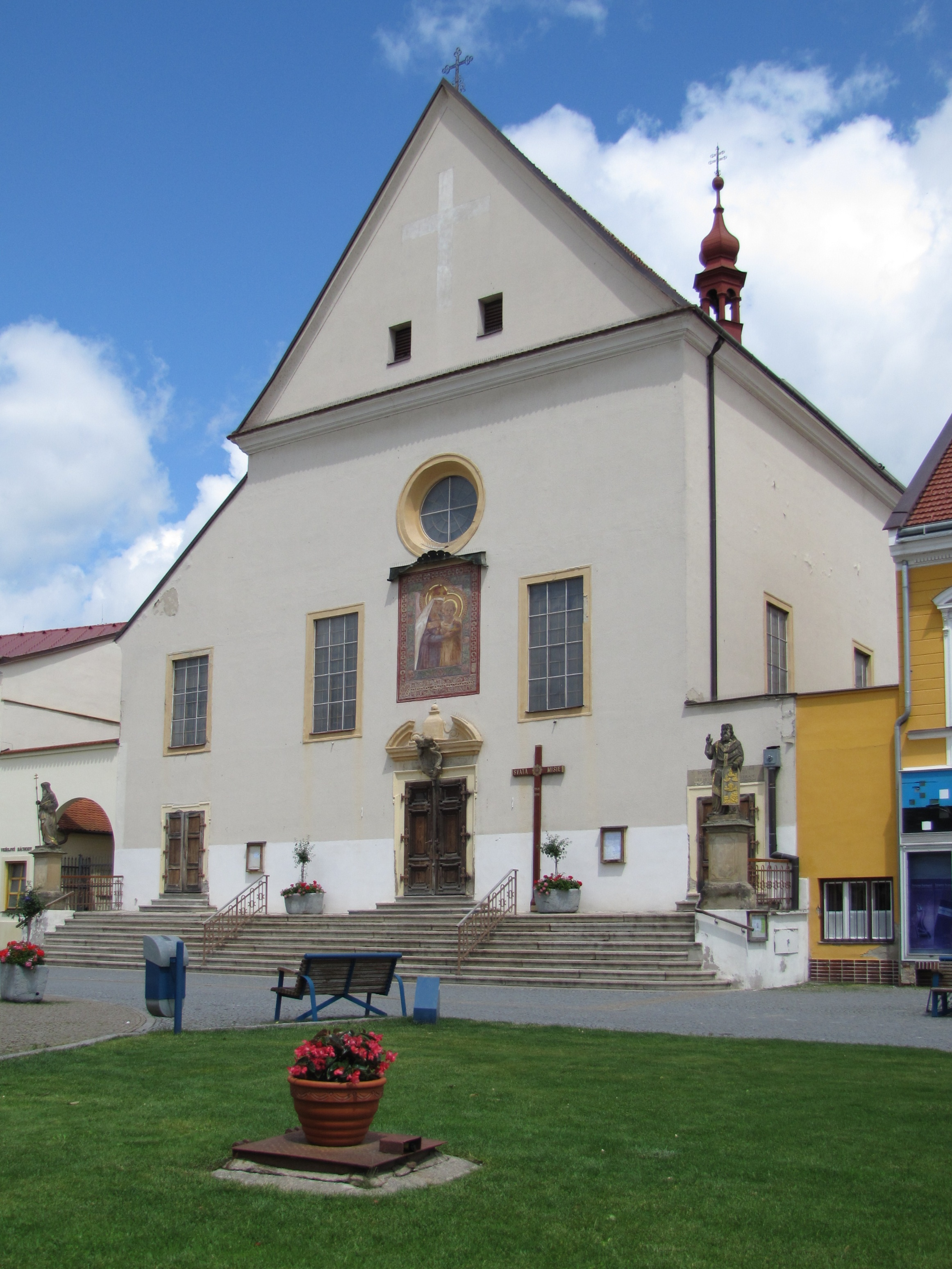
Kostel Nanebevzetí Panny Marie v Kyjově
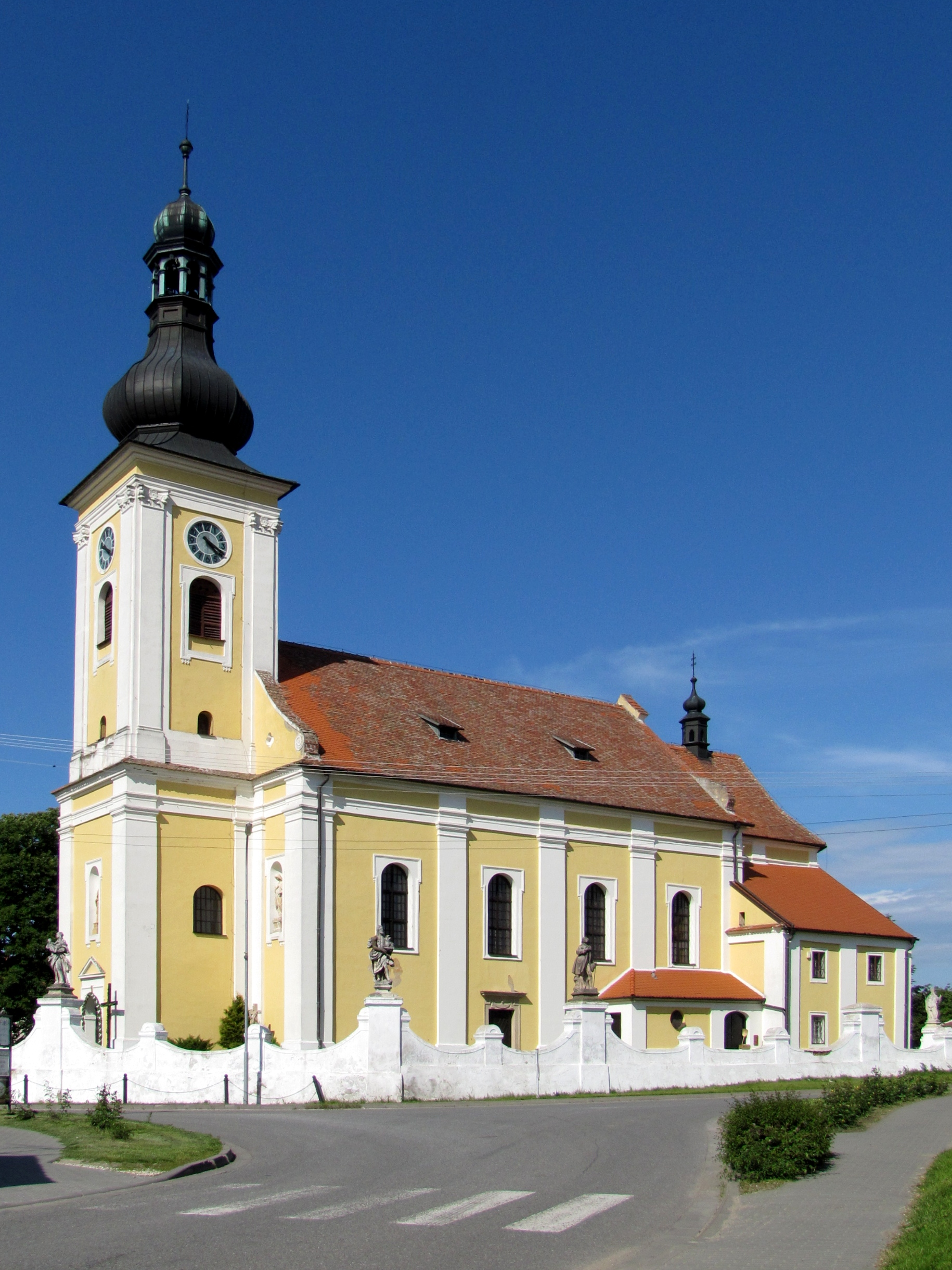
Kostel Všech Svatých v Miloticích
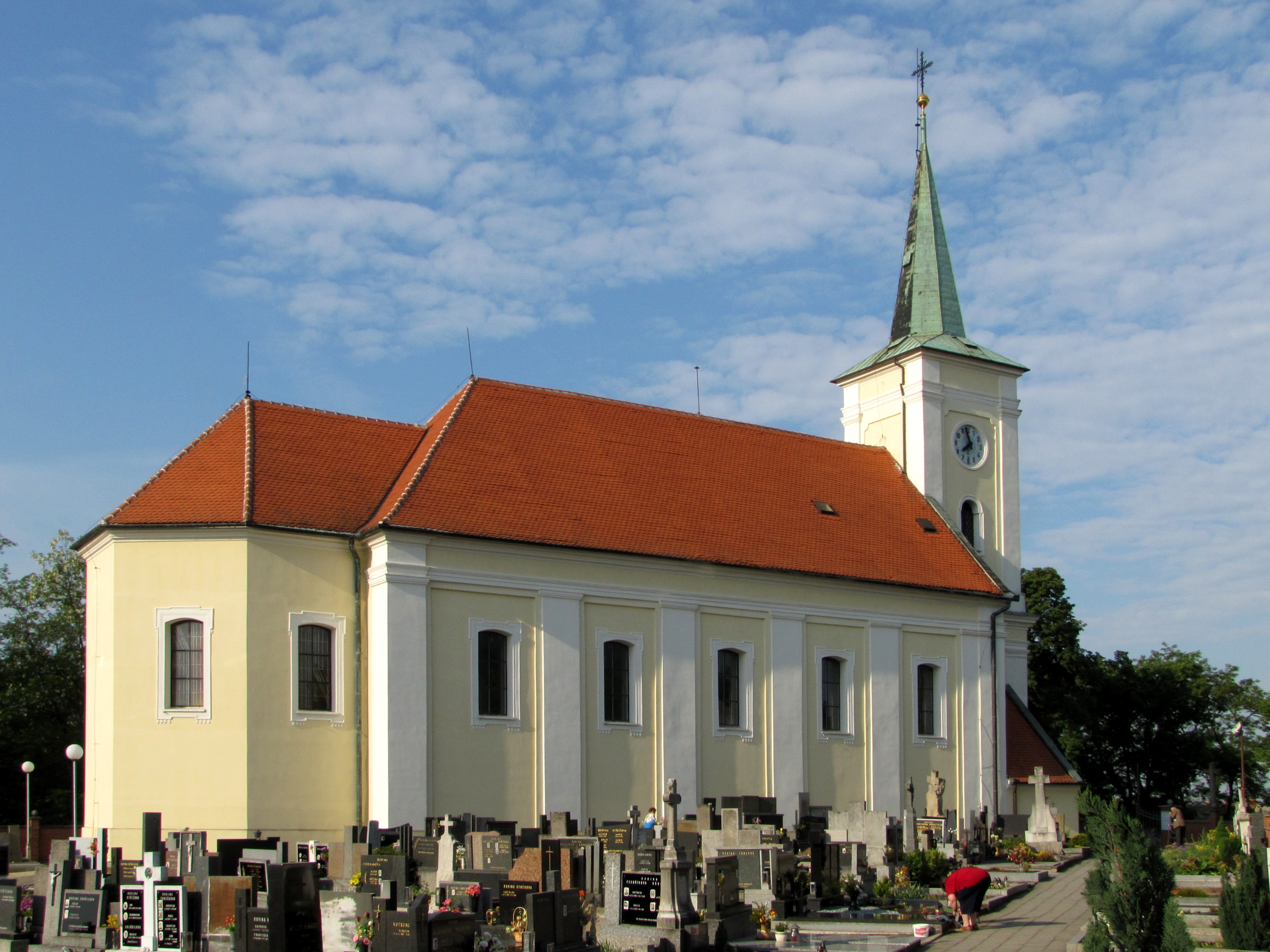
Kostel Navštívení Panny Marie ve Svatobořicích-Mistříně
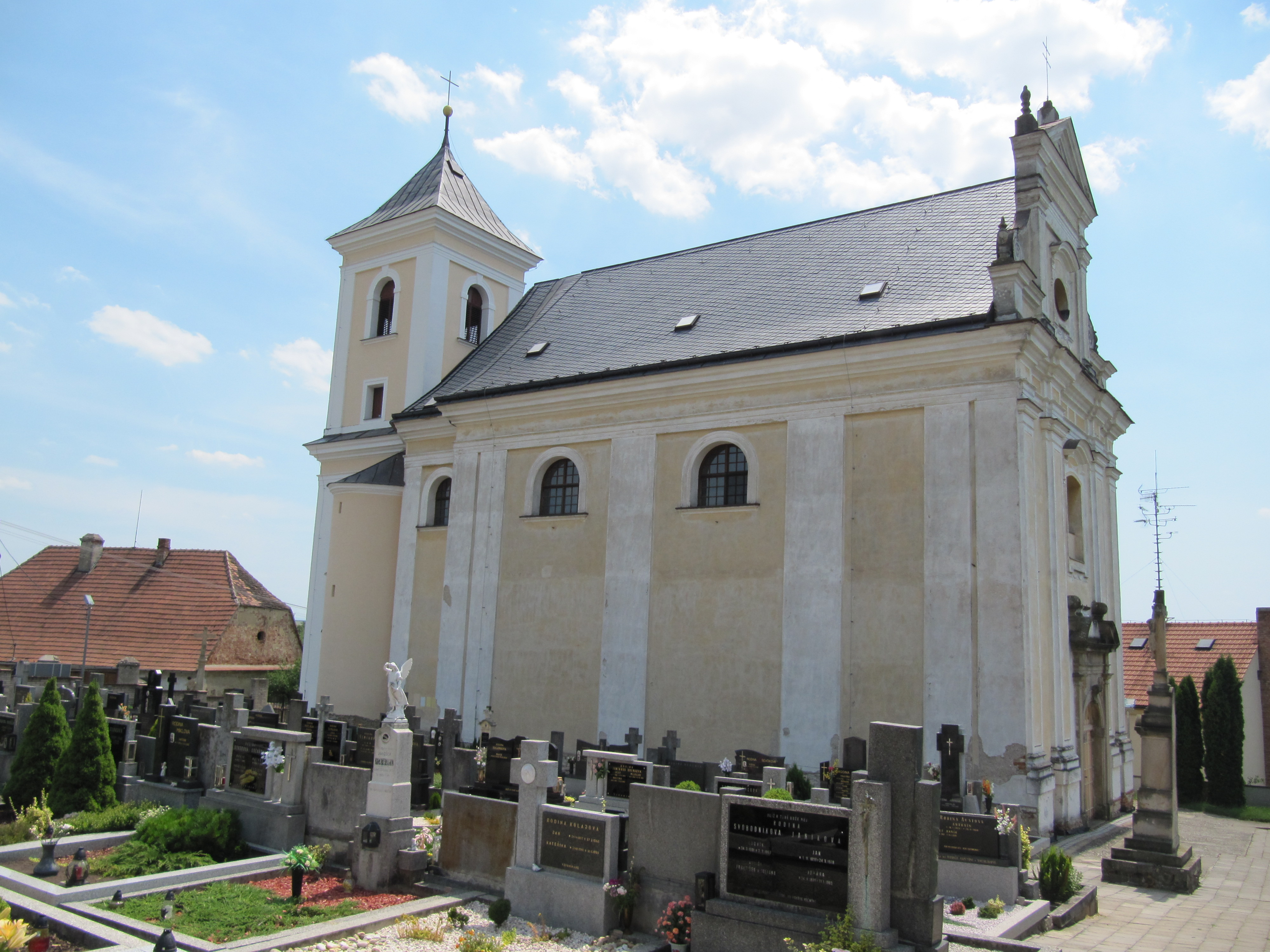
Kostel sv. Pavla v Syrovíně
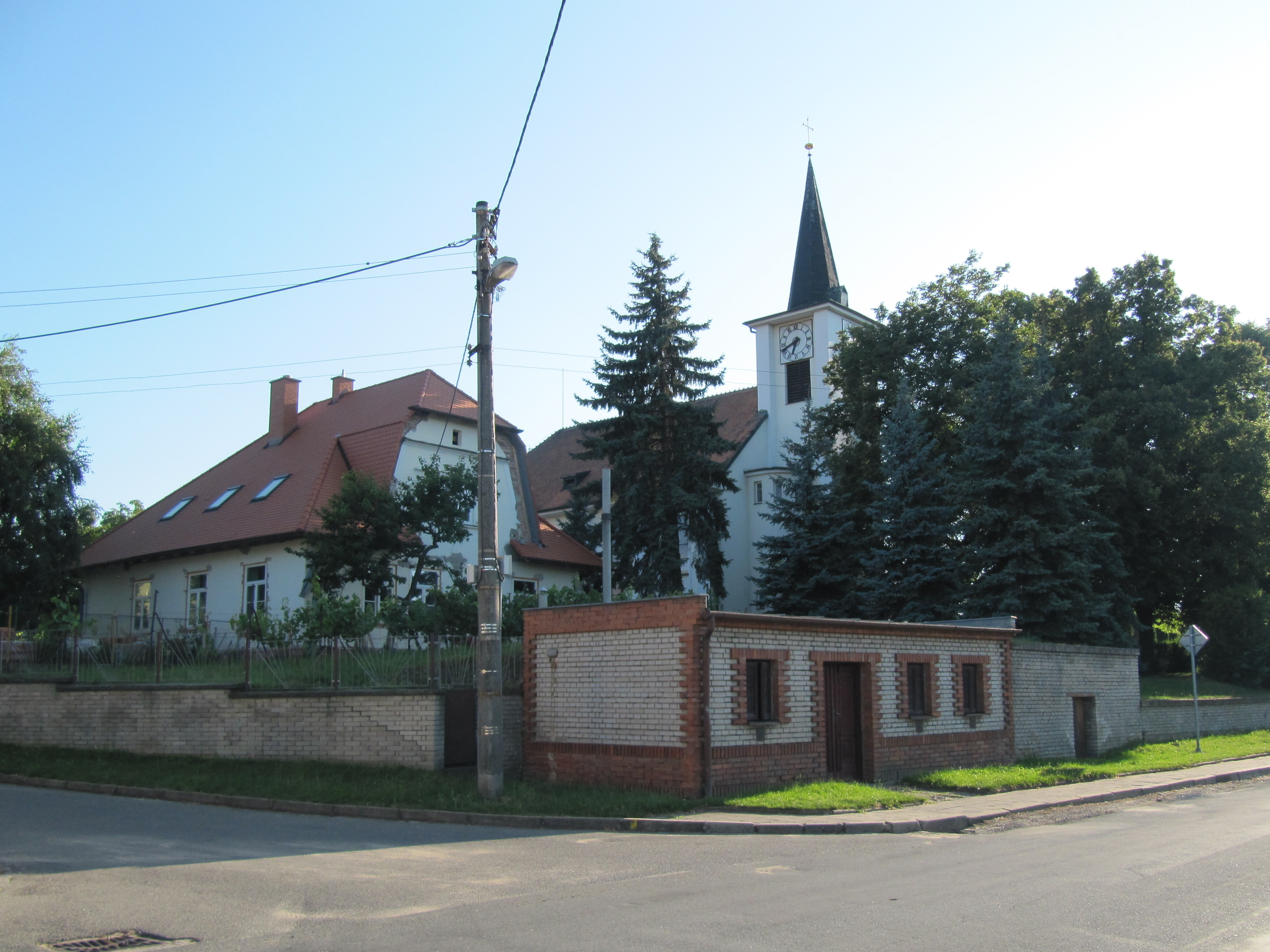
Kostel Božského Srdce Páně ve Vacenovicích
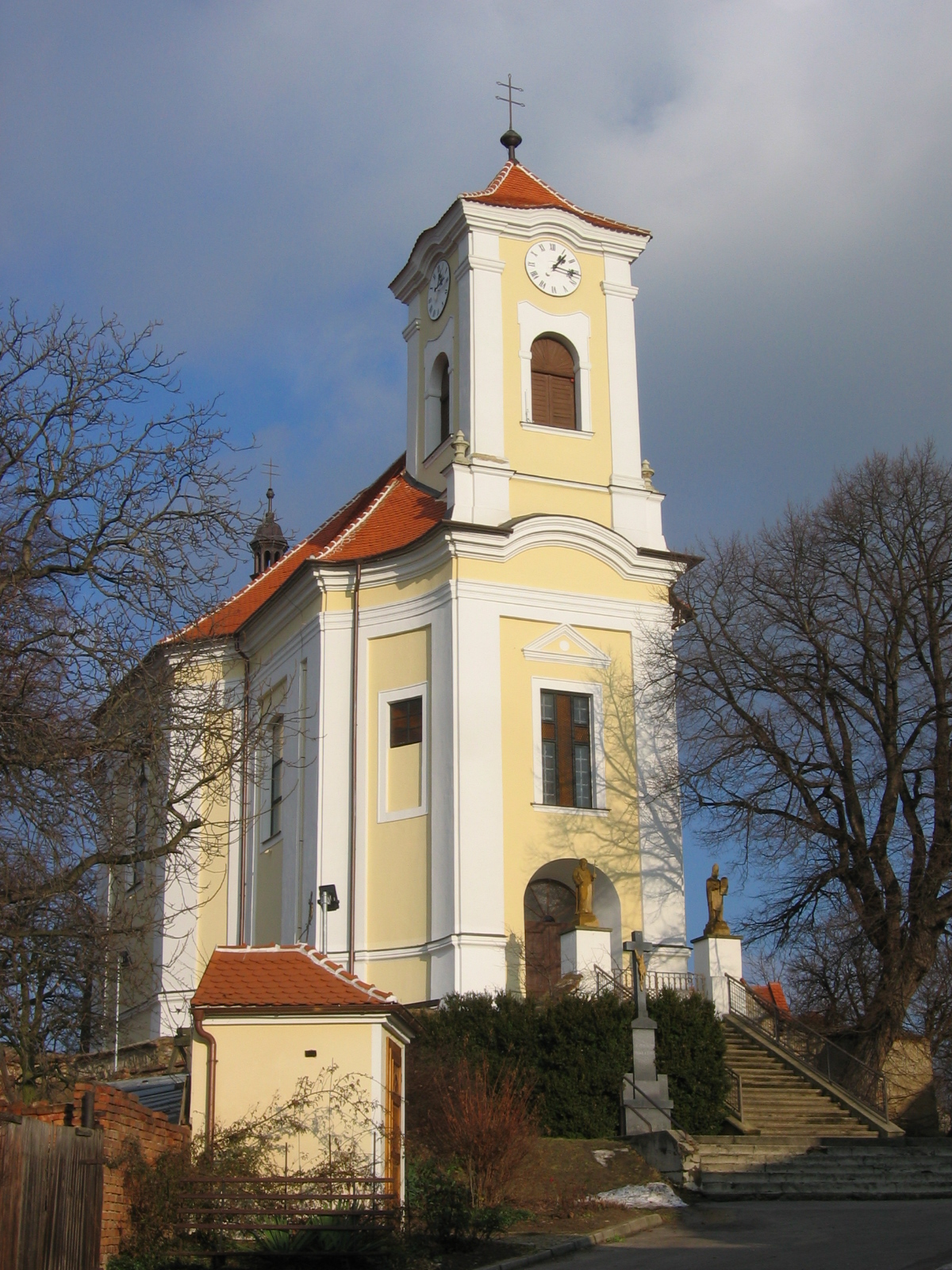
Kostel Nanebevzetí Panny Marie ve Vlkoši
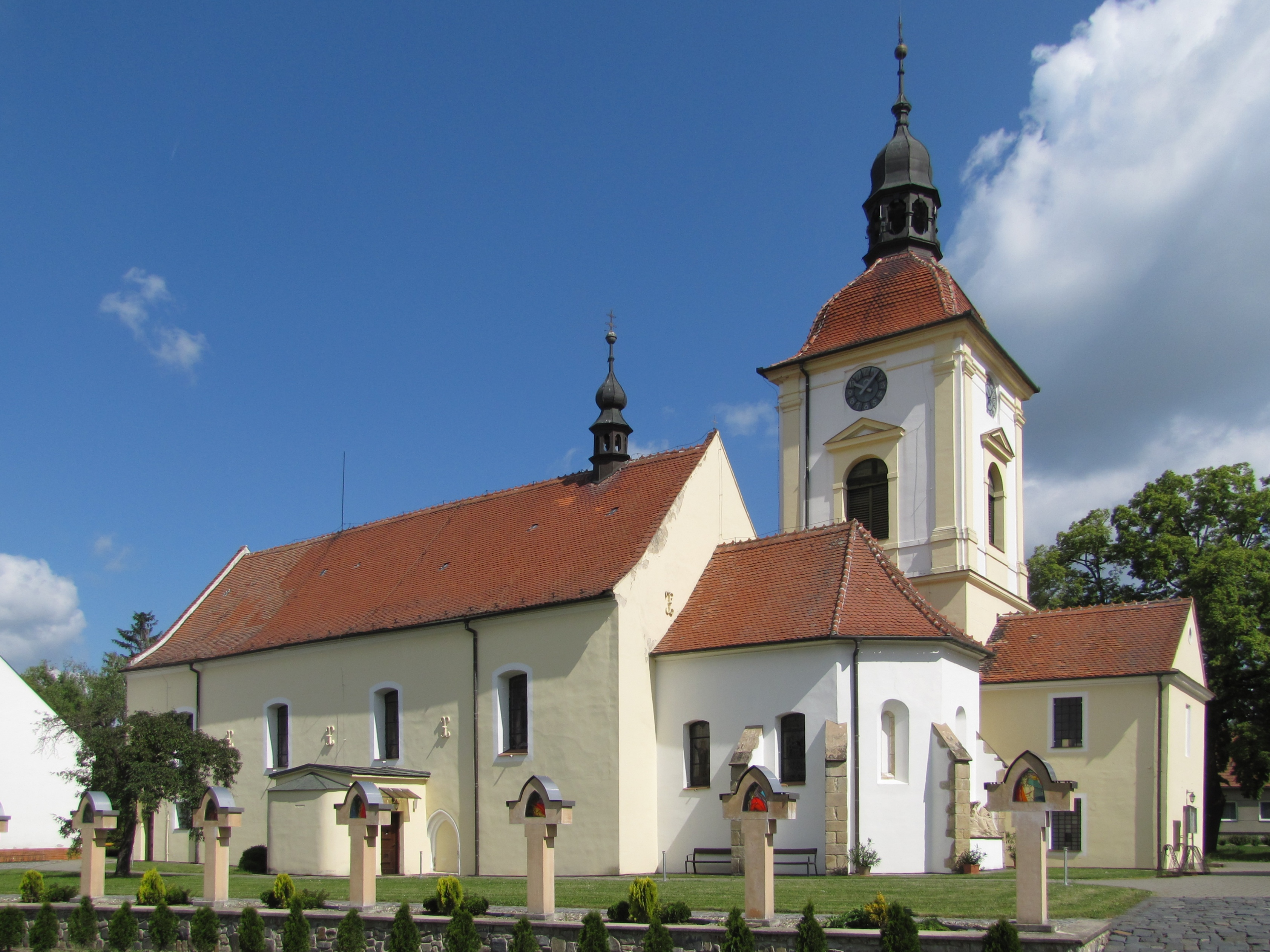
Kostel sv. Vavřince ve Vracově
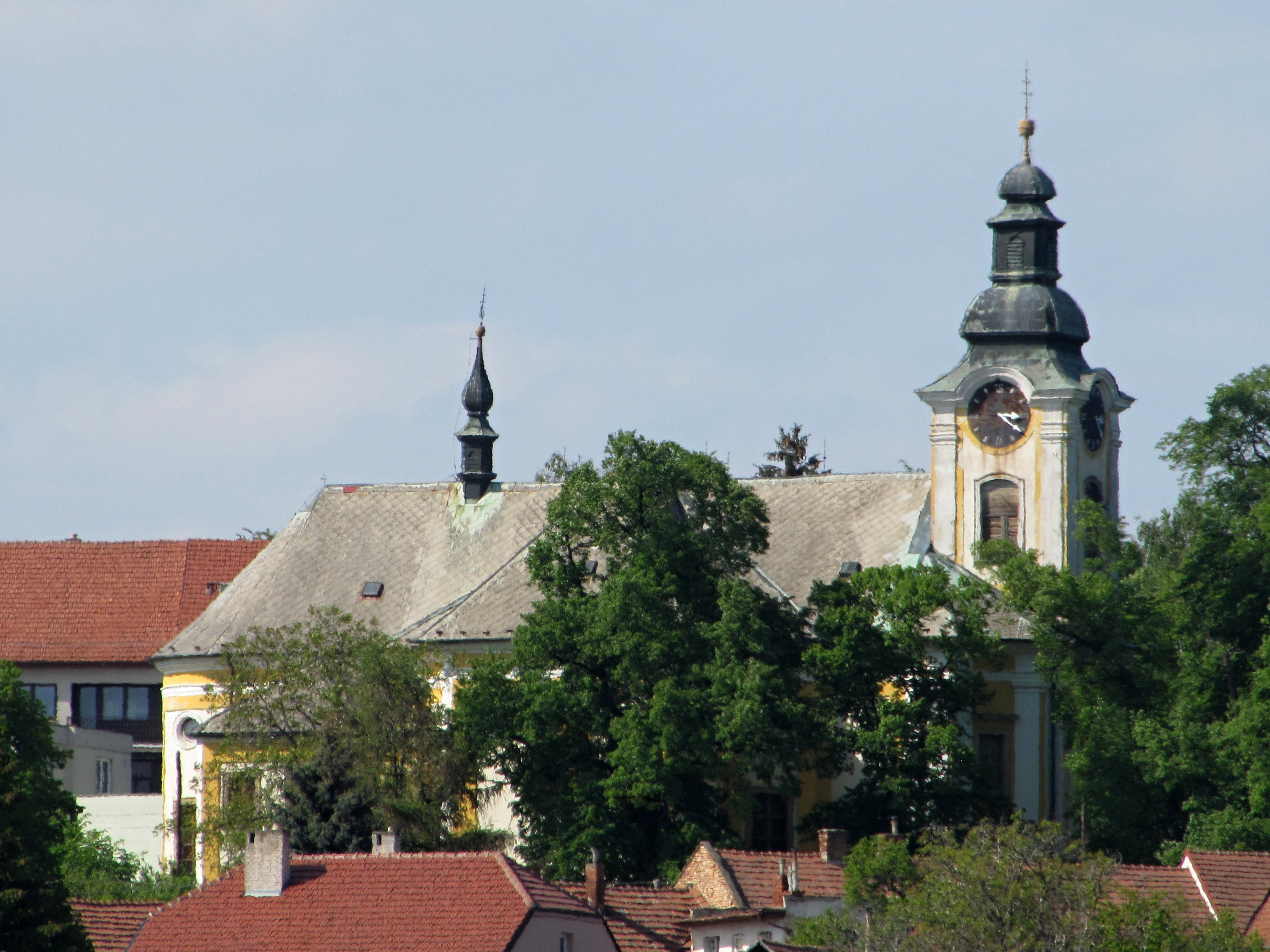
Kostel Stětí svatého Jana Křtitele v Žeravicích